# Långseruds landskommun
Långseruds landskommun var en tidigare kommun i Värmlands län.

## Administrativ historik
Kommunen inrättades i Långseruds socken i Gillbergs härad i Värmland när 1862 års kommunalförordningar trädde i kraft den 1 januari 1863.
Vid kommunreformen 1952 uppgick den i Svanskogs landskommun som 1971 uppgick i Säffle kommun.

## Politik

### Mandatfördelning i Långseruds landskommun 1938-1946
| 11 | 6 | 3 |

| 20 |

| 12 | 5 | 3 |

| 20 |

| 1 | 10 | 4 | 3 | 2 |

| 20 |